# Anna-Carin Nordin
Anna-Carin Elisabeth Nordin, född 3 december 1970, är en svensk långdistanssimmerska som simmar för IFK Lidingö Simklubb. Hon blev 8 juli 2013 den första kvinnan i världen som har fullbordat den prestigefulla "Oceans Seven", som hon genomförde under fyra år. I utmaningen ingår sju kanalsimningar utan våtdräkt på sju olika kontinenter. Endast irländaren Stephen Redmond som fullbordade de sju haven 2012 har klarat av de sammanlagt sju havssimningarna tidigare.
För att klara Ocean's Seven ska man simma över följande vattendrag:
- Irländska kanalen, mellan Skottland och Irland, 35 km.
- Cooksundet, mellan nord- och sydön i Nya Zeeland, 34 km.
- Molokai-kanalen mellan Oahu och Molokai i Hawaii, 43 km.
- Engelska kanalen, mellan England och Frankrike, 34 km.
- Catalinakanalen, mellan Santa Catalina Island och Kaliforniens fastland, 33,7 km.
- Tsugaru-kanalen, mellan öarna Honshu och Hokkaido i Japan, 19 km.
- Gibraltarsundet, mellan Europa och Afrika, 14 km

Där utöver har hon simmad 
- mellan Eckerö och Grisslehamn, 43 km

Anna-Carin Nordin simmade 2013 sträckan på 34 kilometer mellan Dover på den engelska sidan till Calais i Frankrike. Hon slog därmed Sally Bauers gamla svenska rekord som löd på 14 timmar och 40 minuter som sattes 1951.
Anna-Carin Nordin som är bosatt i Jättendal har tidigare bland annat satt världsrekord som Ice Swimmer, i Mellanfjärden den 2 november 2012 när hon i fyra-gradigt vatten simmade 1,6 kilometer på tiden 31 minuter och 18 sekunder, tre minuter snabbare än det tidigare rekordet. 2011 tog hon VM-guld i vintersim Riga. 

## Externa hänvisningar och källor
- Openwaterpedia
- Svenska Anna-Carin slog världsrekord, Expressen